# Anna Droubitch
Pour les articles homonymes, voir Droubitch.
 (mars 2022).
Si vous disposez d'ouvrages ou d'articles de référence ou si vous connaissez des sites web de qualité traitant du thème abordé ici, merci de compléter l'article en donnant les références utiles à sa vérifiabilité et en les liant à la section « Notes et références ».
Anna Droubitch (en russe : А́нна Серге́евна Дру́бич), née le 27 juin 1984 à Moscou, est une compositrice russe de musiques de films.

## Biographie
Anna Droubitch naît le 27 juin 1984 à Moscou. Elle est la fille du réalisateur Sergueï Soloviov et de l'actrice Tatiana Droubitch.

## Filmographie partielle
- 2004 : De l'amour (О любви) de Sergueï Soloviov
- 2008 : 2-Асса-2  de Sergueï Soloviov
- 2009 : Anna Karénine (Анна Каренина) de Sergueï Soloviov
- 2014 : La Star (Гипноз) de Anna Melikian
- 2014 : Bolchoï (Большой) de Valeri Todorovski
- 2017 : Optimistes (Оптимисты) (série télévisée) de Alekseï Popogrebski
- 2018 : Factory (Завод) de Youri Bykov
- 2018 : Scary Stories de André Øvredal
- 2019 : Odessa (Одесса) de Valeri Todorovski
- 2020 : Hypnose (Гипноз) de Valeri Todorovski
- 2024 : Le Maître et Marguerite (Мастер и Маргарита) de Mikhaïl Lokchine

## Distinctions

### Récompenses
- 18e cérémonie des Aigles d'or : meilleure musique pour Odessa
- 33e cérémonie des Nika (films sortis en 2019) : meilleure musique pour Odessa
- 33e cérémonie des Nika (films sortis en 2020) : meilleure musique pour Hypnose

### Nomination
- 16e cérémonie des Aigles d'or : meilleure musique pour Bolchoï